# Temnothorax tamarae
Temnothorax tamarae (=Epimyrma tamarae) — вид мелких паразитических муравьёв из трибы Crematogastrini из подсемейства Myrmicinae.

## Этимология
Вид назван в честь грузинского мирмеколога Тамары Жижилашвили, нашедшей этот вид в 1963 году в Грузии.

## Распространение
Закавказье: Грузия (Боржоми, груз. ბორჯომი).

## Описание
Коричнево-жёлтые муравьи длиной 2,5—2,6 мм. Голова продолговато-овальная, с выпуклыми боковыми краями, наличник выпуклый вперёд. Глаза чуть больше щёк. Скапус толстый, слабо изогнут, не доходит до заднего края. Тело матовое, скульптура густая. Паразитируют на других видах муравьёв, без которых жить не могут.

## Таксономия
Первоначально был описан под названием Epimyrma tamarae. В дальнейшем включён в состав рода Temnothorax.

## Охранный статус
Включён в «Красный список угрожаемых видов» (англ. IUCN Red List of Threatened Animals) международной Красной книги Всемирного союза охраны природы (The World Conservation Union, IUCN) в статусе Vulnerable D2 (таксоны в уязвимости или под угрозой исчезновения).